# Kelly Rowan
Kelly Rowan (* 26. října 1965 Ottawa, Ontario, Kanada) je kanadská televizní a filmová herečka, bývalá modelka. Nejlépe známá je díky roli Kirsten Cohenové v seriálu O.C.

## Životopis
Začala se zabývat modelingem během studia, aby si vydělala nějaké peníze. Její herecká kariéra začala po roce 1980. Objevila se ve filmech jako Vrata do podsvětí, Hook, Tři do tanga, 187. Objevovala se také v televizních seriálech jako Dallas nebo Kriminálka Las Vegas. V letech 2003–2007 hrála Kirsten Cohenovou v seriálu O.C.

## Filmografie
| Rok       | Film/seriál                     | Role                               | Poznámky  |
| --------- | ------------------------------- | ---------------------------------- | --------- |
| 1984      | Hangin' In                      | Karen                              | 1 epizoda |
| 1986      | The Truth About Alex            | Ellie Sanders                      |           |
| 1986      | My Pet Monster                  | Stephanie                          |           |
| 1986      | Prokletá noc                    | Melissa                            | 1 epizoda |
| 1986      | The High Price of Passion       | studentka                          |           |
| 1987      | The Kidnapping of Baby John Doe | prodavačka                         |           |
| 1987      | Vrata do podsvětí               | Lori Lee                           |           |
| 1987      | Air Waves                       |                                    | 1 epizoda |
| 1988      | Mount Royal                     |                                    | 1 epizoda |
| 1988      | War of the Worlds               | Kim                                | 1 epizoda |
| 1988      | Another World                   | Suzie Strathmore                   |           |
| 1989      | Street Legal                    | Angelina                           | 1 epizoda |
| 1989      | The Long Road Home              | Cynthia                            |           |
| 1990      | Growing Pains                   | Rachel                             | 1 epizoda |
| 1991      | Dallas                          | Dana                               | 3 epizody |
| 1991      | Hook                            | Peterova matka                     |           |
| 1992      | Tajemství hřbitova              | Gayla Williams                     |           |
| 1992      | Reportérka                      | Sunny                              |           |
| 1992      | Vražedné pobřeží                | Julie Morrison                     | 1 epizoda |
| 1993      | Úplné bezvětří 2                | Eliza Terrio                       |           |
| 1995      | Candyman 2: Sbohem masu         | Annie Tarrant                      |           |
| 1995      | Černý lišák 3: Lidé dobří a zlí | Hallie Russell                     |           |
| 1995      | Nájemní vrazi                   | Jennifer                           |           |
| 1995–1996 | Lonesome Dove: The Outlaw Years | Mattie Shaw                        | 22 epizod |
| 1995–1998 | Krajní meze                     | Isabelle Pierce                    | 2 epizody |
| 1996      | Mocking the Cosmos              | Lydia                              |           |
| 1997      | A Mother's Wish                 |                                    |           |
| 1997      | Rag and Bon                     | Karen Toms                         |           |
| 1997      | The Burning Zone                | Stacy                              | 1 epizoda |
| 1997      | Svatba sjednaná v nebi          | Jane Cronin                        |           |
| 1997      | 187 – Kód pro vraždu            | Ellen Henry                        |           |
| 1998      | Láska s podezřením              | Evie Shaw                          |           |
| 1998      | Úspěšné zmizení                 | Carolyn Blair                      |           |
| 1998      | Da Vinciho případy              | Michaela                           | 2 epizody |
| 1998      | To Have & to Hold               | Gina                               | 1 epizoda |
| 1999      | Late Last Night                 | Jill                               |           |
| 1999      | Chicken Soup for the Soul       | máma                               | 1 epizoda |
| 1999      | Tři do tanga                    | Olivia Newman                      |           |
| 1999      | Slečna Anya                     | Jeanne Rhymes                      |           |
| 1999      | Zločin z vášně                  | Marci Elias                        |           |
| 2000      | Pravda o Jane                   | Ms. Lynn Walcott                   |           |
| 2000      | Pohrdání                        | Sharon                             |           |
| 2001      | Mezi námi děvčaty               | Claire                             |           |
| 2001      | Vězeň                           | Anne Conroy                        |           |
| 2001      | Jet Boy                         | Erin                               |           |
| 2001      | Kriminálka Las Vegas            | Eileen Nelsonová                   | 1 epizoda |
| 2002      | Greenmail                       | Ashley Pryor                       |           |
| 2002      | The Man Who Saved Christmas     | Mary                               |           |
| 2002–2003 | Vzkvétající město               | Marian McNorris                    | 4 epizody |
| 2003–2007 | O.C.                            | Kirsten Cohenová                   | 92 epizod |
| 2006      | Eight Days to Live              | Teresa Spring                      |           |
| 2006      | Mount Pleasant                  | Anne Burrows                       |           |
| 2007      | In God's Country                | Judith Leavitt                     |           |
| 2008      | Protiklady se přitahují         | Kate                               |           |
| 2009      | Kriminálka Miami                | Katherine Faber                    | 1 epizoda |
| 2009      | The Good Times Are Killing Me   | Kate                               |           |
| 2010      | Flashpoint                      | Maggie Perrello                    | 1 epizoda |
| 2011      | Cyberbully                      | Kris Hillridge                     |           |
| 2012      | Rufus                           | Jennifer Wade                      |           |
| 2013      | Prozíravost                     | Natalie Vincent / Caroline Newsome | 20 epizod |